# Lancia Lybra
De Lybra is een middenklasser van de Italiaanse autobouwer Lancia. De sedanversie werd in september 1999 geïntroduceerd en de stationcar (SW) kwam begin 2000. De Lybra was de opvolger van de Dedra en ging, na iets meer dan vijf jaar (eind  2005) uit productie.

## Introductie en prestaties

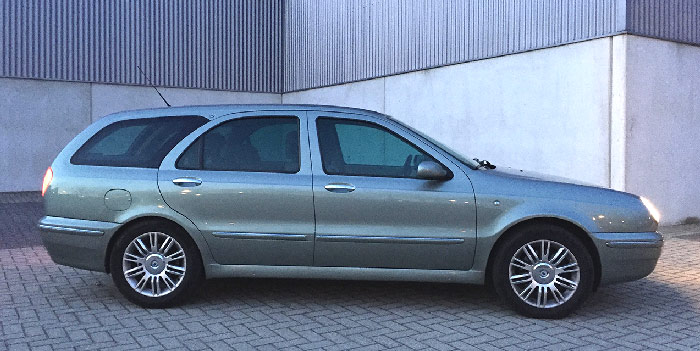
Emblema-editie 2003-2005

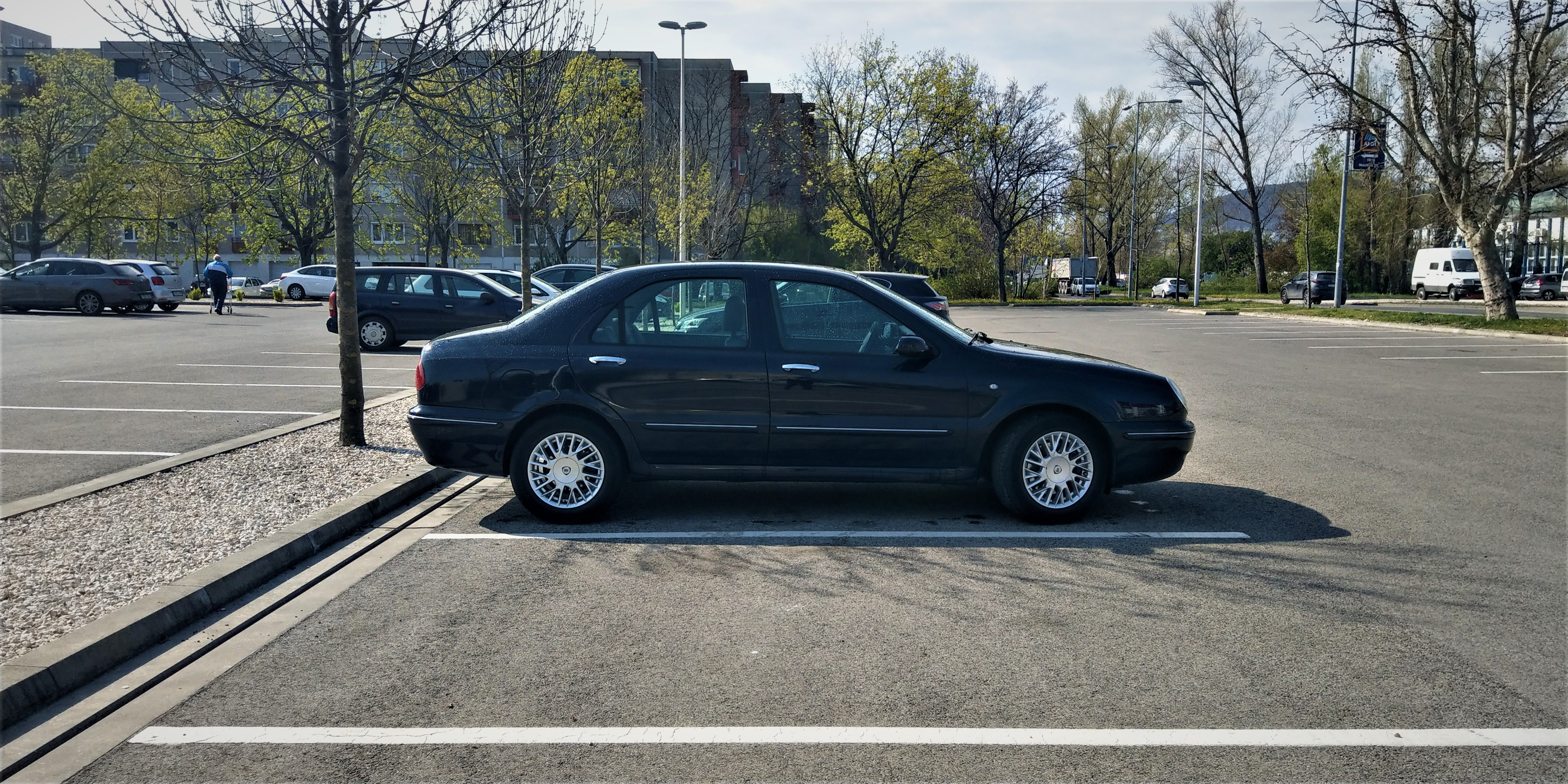
Lancia Lybra zijaanzicht

De Lancia Lybra werd in oktober 1999 geïntroduceerd als opvolger van de Lancia Dedra, die leverbaar was als sedan (berlina) en stationwagen (SW). De Lybra staat op het onderstel van de Alfa Romeo 156. Het onderstel is echter een verlengde variant en voorzien van een speciaal voor de Lybra ontwikkelde achterwielophanging. De algehele rijkarakteristiek van het verlengde onderstel van de Lybra was gericht op comfort.  Bij de introductie waren vijf motoren leverbaar. Dat waren een 1.6 16v met 103 pk (145 Nm), een 1.8 16v met 131 pk (164 Nm) en een 2.0 20v vijfcilinder met 154 pk (186 Nm). De overige twee motoren waren diesels: een 1.9 JTD 8v met 105 pk (255 Nm) en een 2.4 JTD 10v (een vijfcilinder) met 134 pk en 304 Nm. De 2.0 20v-benzinemotor was leverbaar met een viertraps automaat, genaamd comfortronic.
Vanaf de introductie tot april 2002 werd de Lybra gemaakt in de Rivalta-fabriek (Rivalta di Torino is een plaats net buiten Turijn). Na sluiting van die fabriek kwamen de Lybra's uit de Mirafiori-fabriek in Turijn.
| Motor                | 0-100 (s)       | Topsnelheid (km/u) |
| -------------------- | --------------- | ------------------ |
| 1.6 16v              | 11,3 (SW: 11,6) | 185                |
| 1.8 16v              | 10,3 (SW: 10,7) | 201                |
| 2.0 20v              | 9,6 (SW: 9,9)   | 210                |
| 2.0 20v Comfortronic | 11,7 (SW: 12,0) | 205                |

| Motor       | 0-100 (s)       | Topsnelheid (km/u) |
| ----------- | --------------- | ------------------ |
| 1.9 JTD 8v  | 11,3 (SW: 11,9) | 185                |
| 2.4 JTD 10v | 9,9 (SW: 10,2)  | 200                |

De Lybra was leverbaar in drie uitvoeringen, te weten een naamloze basisuitvoering en een LX-variant. Standaard beschikt een Lybra over onder andere ABS, zes airbags, centrale vergrendeling met afstandsbediening, elektrische ramen vóór, een audiosysteem en elektrisch verstelbare buitenspiegels (verwarmbaar) en links-rechts gescheiden airconditioning. De LX bood daarbovenop: elektrisch bedienbare ramen achter, cruisecontrol, met leer bekleed stuurwiel, lichtmetalen velgen en mistlampen vóór. Opties waren onder andere lederen bekleding, navigatiesysteem en een Bose-geluidssysteem.

## Wijzigingen
In 2001 onderging de Lybra een aantal wijzigingen. Zo werd de Comfortronic uit het gamma gehaald, kreeg de 2.4 JTD 10v 6 pk meer en steeg het vermogen van de 1.9 JTD 8v naar 115 pk. Dat 1.9 JTD-motorblok (ook bekend als de "fase 3"-motor) werd voorzien van een nieuw turbosysteem met variabele geometrie en elektronisch gestuurde turbodruk regeling. Aan het common-railsysteem van de JTD werd bovendien een zogeheten pilot-inspuiting gekoppeld. Die zorgt voor een gelijkmatige verbranding en aanzienlijk minder motorlawaai. Verder behaalde voordelen waren een lager brandstofverbruik en minder schadelijke uitstoot.
Ook kwamen er meer kleuren voor het exterieur bij en werden de zijramen 4 millimeter dikker; zij moesten het geluidsniveau verder verlagen. De hoofdsteunen werden kantelbaar.
In 2002 kreeg de 2.4 JTD weer 10 pk extra, waardoor de diesel nu 150 pk leverde. Er kwamen 4 newtonmeters bij, waardoor de motor in totaal 308 Nm leverde. De prestaties gingen er ook iets op vooruit: van nul naar 100 km/u in 9,5 s (SW 9,7 s) en een topsnelheid van 205 km/u.
Ook werd er in 2002 een Intensa uitvoering beschikbaar. Die was herkenbaar aan onder meer de donkerkleurige lichtmetalen 16 inch-velgen, de donkere grille, dak-sierlijsten, handgrepen en ringen om de koplampen. Van binnen was hij herkenbaar aan de antracietkleurige bekleding (een combinatie van leer/alcantara) en donkerkleurige interieurlijsten.

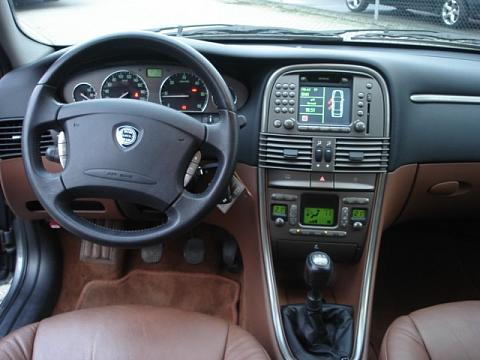
Dashboard van de Lancia Lybra Emblema

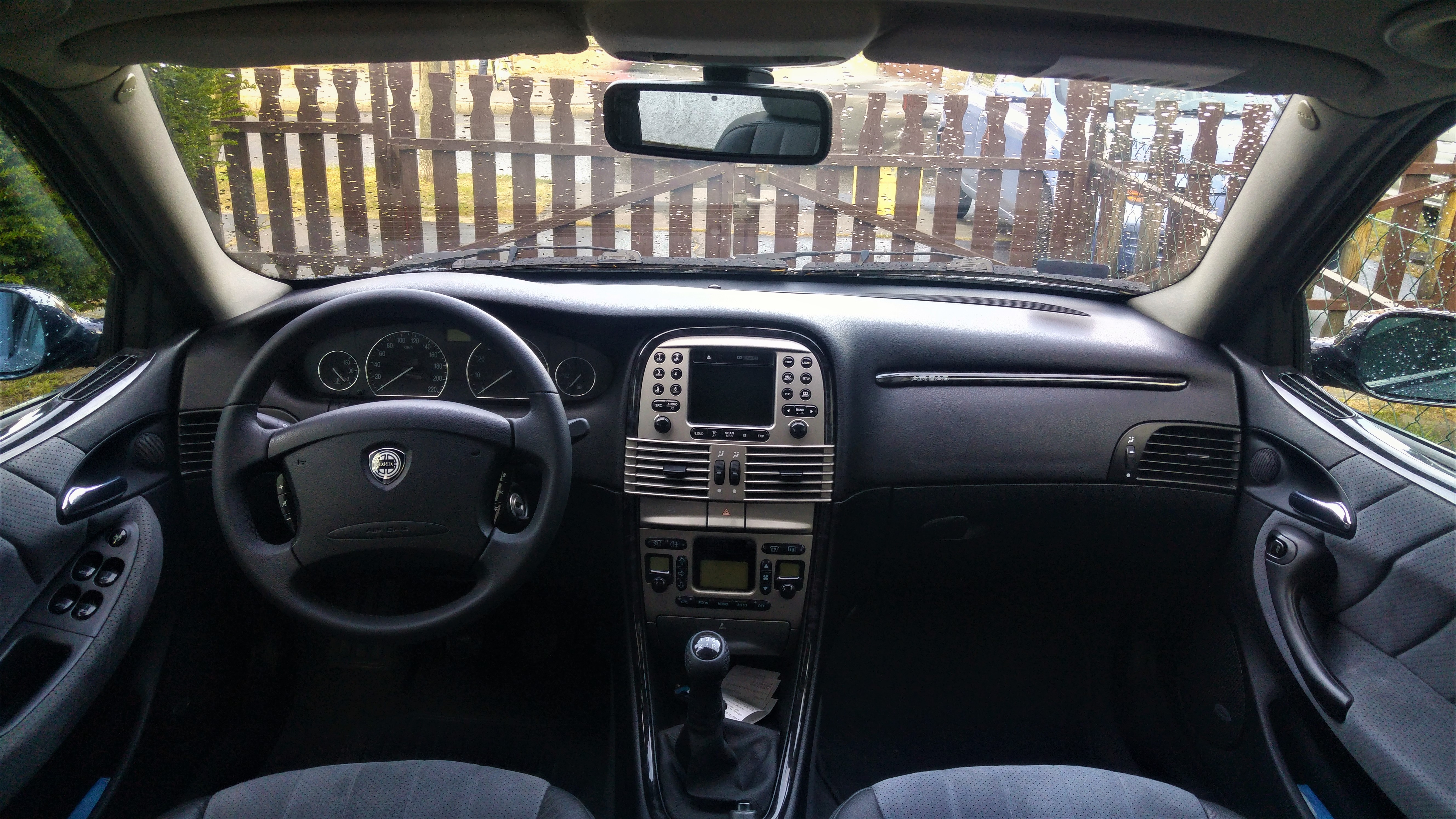
Lancia Lybra Intensa interieur

In 2003 kwam de Emblema uitvoering. De standaard notenhoutmotief-sierlijsten, de zilverkleurige dashboardpanelen, de zwarte knoppen op het dashboard en in de deurbediening werden in de Emblema in een metallic-magnesiumkleur uitgevoerd. De Emblema was gebaseerd op de LX uitvoering en beschikte standaard over tabaksbruin-lederen of alcantara-bekleding, een navigatiesysteem met telefoon, elektrisch verstelbare buitenspiegels en klassiek gestileerde, lichtmetalen tienspaaksvelgen (stemvorkstijl) van 16 inch. Het dak kon in hoogglanzend zwart uitgevoerd zijn. De Emblema- uitvoering was geïnspireerd op de Lancia Flaminia, een roemruchte auto die tegenwoordig als een waardevolle klassieker kan worden beschouwd.
Het standaardmodel (genaamd LS plus) was sindsdien ook voorzien van hoofdairbags vóór, hoofdairbags achter, elektrische ramen achter, airconditioning en buitentemperatuurmeter en had een 0,1 l/100km lager brandstofverbruik. De LX-variant deed daar onder andere een met leer bekleed stuur, cd-wisselaar, lichtmetalen velgen, mistlampen vóór, Bose-sound-systeem en alcantara-bekleding bovenop. De Intensa was leverbaar tot 2003 en de Emblema tot eind 2005.
De Lancia Lybra's zijn door de jaren heen betrouwbaar en duurzaam gebleken. Vooral de JTD motoren (ook te vinden in o.a.  Alfa Romeo 159 en 156) bleken onverwoestbaar. Er rijden inmiddels veel van deze diesel-Lybra's rond (vooral in Italië) met kilometerstanden van 800.000 en meer. Toch waren er wel wat typische problemen. Het rubber van de voorste draagarmen wilde nog weleens gaan kraken waarbij het vervangen van de draagarmen het enige soelaas was. Een ander probleem was ingrijpender en niet te verhelpen met het plegen van onderhoud: Lybra's uit de bouwjaren 1999 tot 2003 die met Alcantara uitgerust waren, vertoonden bij intensiever gebruik (met name bij de voorzetels) opvallende slijtage op (met name) het zitvlak van de bestuurder. Aan de oppervlakte ging de Alcantara opkrullen (pluizige draderige bolletjes zoals je dat weleens ziet bij wollen truien). Dit fenomeen wordt "piling" genoemd. De oorzaak van deze 'piling' was een productiefout in de Alcantara fabrieken halverwege 1998 tot 2003. Andere automerken werden ook met deze alcantara-problemen opgezadeld, maar doordat Lancia veel versies standaard van Alcantara bekleding voorzag, deed het probleem zich bij Lancia veelvuldig voor. Pas bij intensief gebruik kwam het mankement aan het licht; jaren nadat de auto's de fabriek hadden verlaten. De verbeterde productiemethode van Alcantara vanaf medio 2003 bracht weer traditioneel kwalitatief goede (onverslijtbare) Alcantara voort. Vanaf 2003 konden de Lybra's dan ook weer met de traditioneel hoge kwaliteit alcantara-bekleding geleverd worden. Dat waren er niet veel want eind 2005 werd de laatste Lybra geproduceerd. 

## Uit productie
In 2005 werd de Lybra uit productie genomen. Een opvolger is er niet gekomen. De Delta (model MK3) die vanaf 2008 werd geïntroduceerd en tot 2014 geproduceerd werd door sommigen als een alternatieve opvolger gezien, maar was dat niet echt. Niet alleen vanwege het minder op comfort afgestemde rijgedrag, maar ook vanwege de vormgeving. De Delta kreeg een modernistische en bijna avant-gardistische vormgeving, terwijl de Lybra een duidelijk klassieker ontwerp meekreeg. Ook het gegeven dat het grote Fiat concern de Delta voorzag van veel techniek en onderdelen van de Fiat Bravo werkte niet mee om er - gevoelsmatig - een 'echte' Lancia van te maken.